# Ineos Grenadier
Ineos Grenadier — рамний позашляховик, розроблений і виготовлений компанією Ineos Automotive Ltd. Він був запущений у виробництво в липні 2022 року. Grenadier був розроблений як сучасна заміна оригінального Land Rover Defender із квадратним кузовом і сталевим шасі зі сходами, осі з довгоходовою прогресивною пружинною підвіскою (передня і задня) і оснащений шестициліндровими двигунами внутрішнього згоряння BMW.

## Історія

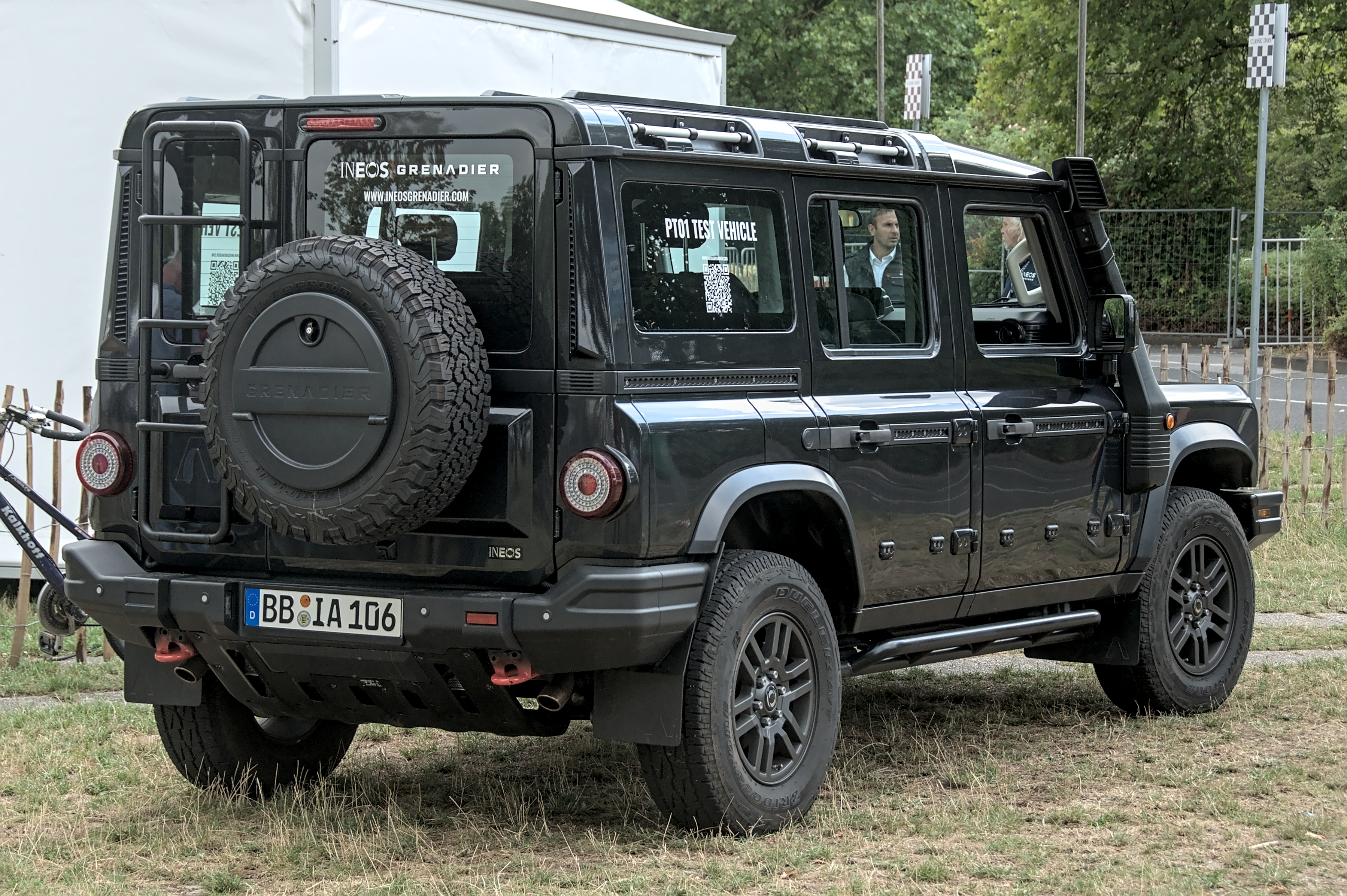
Ineos Grenadier 3.0

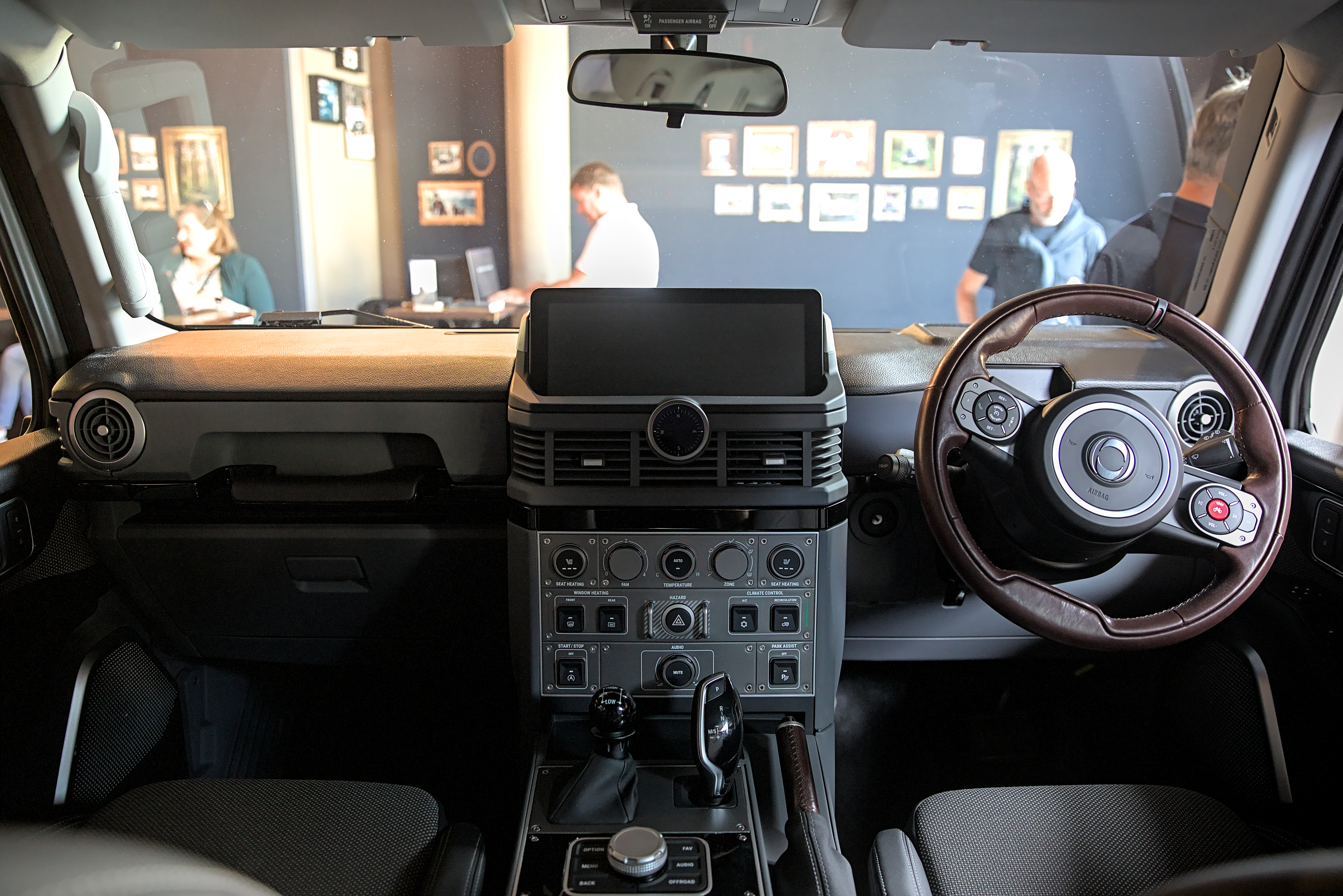

Ineos Automotive Ltd. була заснована сером Джимом Реткліффом, мільярдером і головою транснаціональної хімічної компанії Ineos. Реткліфф придумав створити заміну для свого Land Rover Defender і звернувся до Jaguar Land Rover з проханням придбати інструменти для продовження виробництва після того, як у січні 2016 року модель зняли з виробництва в Соліхаллі через 67 років. Пізніше Реткліфф вирішив ініціювати проект із розробки і побудови подібного автомобіля під кодовою назвою Projekt Grenadier.
Автомобіль названо на честь улюбленого пабу Реткліффа, The Grenadier, у Белгравії, Лондон, де розглядалася початкова ідея та де була показана рекламна презентація. Порівнюючи цей проект із планом Джеймса Дайсона зі створення електромобіля в Сінгапурі, який було скасовано в жовтні 2019 року, списавши 500 мільйонів фунтів стерлінгів з його власних грошей, інсайдер галузі прокоментував: «Якщо JLR, яка виготовляла Defender протягом 70 років, бореться, то це показник того, наскільки важко буде новачку».
Пропонувалося виготовити автомобіль в Уельсі, але пізніше було підтверджено, що він буде виготовлений у Франції. Виробництво розпочато в липні 2022 року на заводі Ineos Automotive у Гамбаху, Франція.
У жовтні 2022 року Ineos Grenadier надійде у виробництво, а перші поставки заплановані на грудень.

## Двигуни
Бензиновий:
- 3.0 L BMW B58 I6 turbo 286 к.с. 420 Нм

Дизельний:
- 3.0 L BMW B57 I6 turbo 249 к.с. 550 Нм